# Ґеронтій

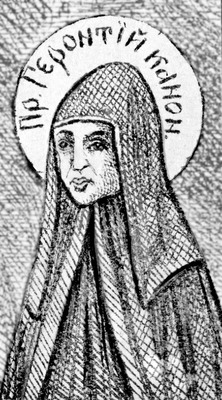
Фрагмент литографії «Собор Києво-Печерських святих», 1859 р.

Ґеронтій - преподобний отрок Печерський. Співцям наставник. Канонарх.

## Життєпис
Преподобний канонарх Києво-Печерського монастиря. Жив у XIV столітті. У молитві і пості наслідував досвідчених Печерських чорноризців. Разом із преподобним Леонтієм (пам’ять — 18 червня (1 липня)) був канонархом у Великій Печерській церкві. Помер в дуже молодому віці маючи 11-12 років.
Згідно з антропологічними дослідженнями ріст мав бл. 127 см.

## Мощі
Його мощі знаходяться в Дальніх печерах біля мощей преподобного Лонгина Печерського та недалеко від підземної церкви Різдва Христового.
Павло Алеппський, який відвідав монастир у 1653 році, писав, що бачив тіла двох отроків, голови, яких жовтого кольору і які мироточать.

## Пам'ять
День вшанування святого православною церквою — 14 квітня. 

В акафісті всім Печерським преподобним про нього сказано: 
|  | «Радуйтеся, Леонтіє і Геронтіє, бо з дитинства ви Христа полюбили; радуйтеся, бо в юнацькі роки ви наставникам уподібнились.» |